# Юнацький чемпіонат Європи з футболу (U-18) 1986

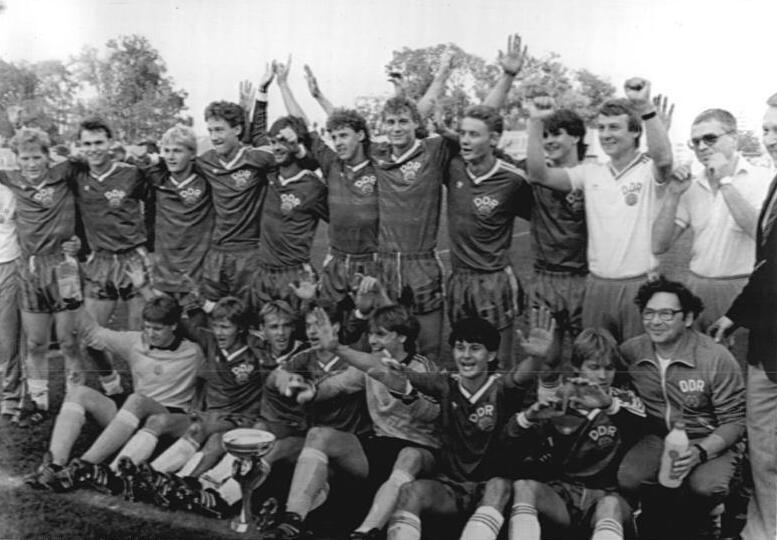
Збірна НДР — чемпіон Європи серед юнаків 1986

Чемпіонат Європи з футболу серед юнаків віком до 18 років 1986 року — пройшов у Югославії з 11 по 15 жовтня. Переможцем стала збірна НДР, яка у фіналі перемогла збірну Італії із рахунком 3:1.

## Учасники
- Бельгія
- Болгарія
- НДР
- ФРН
- Італія
- Румунія
- Шотландія
- Югославія (господарі, також кваліфікувались через відбірний турнір)

## Чвертьфінали
| 11 жовтня 1986 |

| НДР | 2 – 0 | Югославія |
| --- | ----- | --------- |
|     |       |           |

| Міський стадіон, Суботиця |

| 11 жовтня 1986 |

| Шотландія | 1 – 0 | Болгарія |
| --------- | ----- | -------- |
|           |       |          |

| Бачка-Топола |

| 11 жовтня 1986 |

| Італія | 2 – 1 | Бельгія |
| ------ | ----- | ------- |
|        |       |         |

| Сомбор |

| 11 жовтня 1986 |

| ФРН | 3 – 0 | Румунія |
| --- | ----- | ------- |
|     |       |         |

| Кула |

## Півфінали

### 5-те— 8-ме місця
| 13 жовтня 1986 |

| Болгарія | 1 – 0 | Бельгія |
| -------- | ----- | ------- |
|          |       |         |

| Сента |

| 13 жовтня 1986 |

| Югославія | 5 – 0 | Румунія |
| --------- | ----- | ------- |
|           |       |         |

| Чантавир |

### 1-ше— 4-те місця
| 13 жовтня 1986 |

| НДР | 1 – 0 | ФРН |
| --- | ----- | --- |
|     |       |     |

| Сомбор |

| 13 жовтня 1986 |

| Італія | 1 – 0 | Шотландія |
| ------ | ----- | --------- |
|        |       |           |

| Бачка-Топола |

## Матч за 3-тє місце
| 15 жовтня 1986 |

| ФРН | 1 – 0 | Шотландія |
| --- | ----- | --------- |
|     |       |           |

| Міський стадіон, Суботиця |

## Фінал
| 15 жовтня 1986 |

| НДР                                                 | 3 – 1 | Італія                  |
| --------------------------------------------------- | ----- | ----------------------- |
| Аксель Круз 30' Маттіас Заммер 42' Марко Келлер 81' |       | 17' Стефано Імпалломені |

| Міський стадіон, Суботиця Глядачів: 1 000 Арбітр: Лайош Немет |

| Чемпіон Європи 1986 |
| ------------------- |
| НДР 3-й титул       |

## Збірні, що кваліфікувались намолодіжний ЧС 1987
- Болгарія
- НДР
- ФРН
- Італія
- Шотландія
- Югославія